# TL/I
TL/Iは、プログラミング言語の一つ。言語の名前は英語の「tiny language one」に由来する。
1980年に月刊アスキー誌上で発表され、その後さまざまな機種のコンピュータ用に移植された。特に小規模なマイコンで手軽に使えるところが評価され、一時的なブームとなった。名称はPL/Iをもじったものと推測される。
当時はマイコンの外部記憶装置として、低速で読込みに時間の掛かるCMT、いわゆるカセットテープが一般的だった。
TL/I自体のサイズが小さいため読込みもさほどかからず、実行速度もインタプリタであるBASICと比較してコンパイラ言語のTL/Iは抜群に早かったなどのことから、評価された。
言語仕様としては複数の処理を関数、あるいは手続き（プロシージャ）としてひとまとめにする方式であり、Pascalに近い。
データ型はバイト型整数とその配列のみだが、キャリーフラグやボローフラグを言語仕様として導入することにより、多倍長演算を容易に行うことができた。
しかしその機構は現在のコンピュータの機構にそぐわないせいか、完全に廃れている。